# Kombinacja norweska na Zimowych Igrzyskach Olimpijskich 2014
Kombinacja norweska na Zimowych Igrzyskach Olimpijskich 2014 odbywała się w dniach 12–20 lutego 2014. Zawodnicy rywalizowali w trzech konkurencjach – skokach na normalnej skoczni/biegu na 10 km, skokach na dużej skoczni/biegu na 10 km oraz konkurencji drużynowej: skokach na dużej skoczni/sztafecie 4x5km. W zawodach kombinacji norweskiej startowali tylko mężczyźni.

## Terminarz
| Data      | Konkurencja             | Konkurencja                | Godzina                 |
| --------- | ----------------------- | -------------------------- | ----------------------- |
| 12 lutego | Normalna skocznia/10 km | Skoki na normalnej skoczni | 13:30 UTC+4 / 10:30 CET |
| 12 lutego | Normalna skocznia/10 km | Bieg na 10 km              | 16:30 UTC+4 / 13:30 CET |
| 18 lutego | Duża skocznia/10 km     | Skoki na dużej skoczni     | 13:30 UTC+4 / 10:30 CET |
| 18 lutego | Duża skocznia/10 km     | Bieg na 10 km              | 16:00 UTC+4 / 13:00 CET |
| 20 lutego | Drużynowo               | Skoki na dużej skoczni     | 12:00 UTC+4 / 9:00 CET  |
| 20 lutego | Drużynowo               | Sztafeta 4 × 5 km          | 15:00 UTC+4 / 12:00 CET |

## Zestawienie medalistów
| Konkurencja             | Złoto          | Wynik   | Srebro       | Wynik   | Brąz          | Wynik   |
| Normalna skocznia/10 km | Eric Frenzel   | 23:50,2 | Akito Watabe | 23:54,4 | Magnus Krog   | 23:58,3 |
| Duża skocznia/10 km     | Jørgen Graabak | 23:27,5 | Magnus Moan  | 23:28,1 | Fabian Rießle | 23:29,1 |
| Drużynowo               | Norwegia       | 47:13,5 | Niemcy       | 47:13,8 | Austria       | 47:16,9 |

## Wyniki

### Normalna skocznia/10 km
| Miejsce | Zawodnik          | Reprezentacja | Czas    | Strata |
| ------- | ----------------- | ------------- | ------- | ------ |
| złoto   | Eric Frenzel      | Niemcy        | 23:50,2 | —      |
| srebro  | Akito Watabe      | Japonia       | 23:54,4 | +4,2   |
| brąz    | Magnus Krog       | Norwegia      | 23:58,3 | +8,1   |
| 4.      | Alessandro Pittin | Włochy        | 23:59,5 | +9,3   |
| 5.      | Magnus Moan       | Norwegia      | 24:02,9 | +12,7  |
| 6.      | Johannes Rydzek   | Niemcy        | 24:07,5 | +17,3  |
| 7.      | Lukas Runggaldier | Włochy        | 24:09,9 | +19,7  |
| 8.      | Fabian Rießle     | Niemcy        | 24:19,6 | +29,4  |
| 9.      | Tino Edelmann     | Niemcy        | 24:27,2 | +37,0  |
| 10.     | Håvard Klemetsen  | Norwegia      | 24:28,4 | +38,2  |

### Duża skocznia/10 km
| Miejsce | Zawodnik            | Reprezentacja | Czas    | Strata |
| ------- | ------------------- | ------------- | ------- | ------ |
| złoto   | Jørgen Gråbak       | Norwegia      | 23:27,5 | —      |
| srebro  | Magnus Moan         | Norwegia      | 23:28,1 | +0,6   |
| brąz    | Fabian Rießle       | Niemcy        | 23:29,1 | +1,6   |
| 4.      | Björn Kircheisen    | Niemcy        | 23:29,6 | +2,1   |
| 5.      | Bernhard Gruber     | Austria       | 23:38,8 | +11,3  |
| 6.      | Akito Watabe        | Japonia       | 23:39,0 | +11,5  |
| 7.      | Jason Lamy Chappuis | Francja       | 23:43,9 | +16,4  |
| 8.      | Johannes Rydzek     | Niemcy        | 23:51,4 | +23,9  |
| 9.      | Håvard Klemetsen    | Norwegia      | 23:52,0 | +24,5  |
| 10.     | Eric Frenzel        | Niemcy        | 23:57,9 | +30,4  |

### Drużynowo
| Miejsce | Reprezentacja     | Zawodnicy                                                            | Czas    | Strata  |
| ------- | ----------------- | -------------------------------------------------------------------- | ------- | ------- |
| złoto   | Norwegia          | Magnus Moan Magnus Krog Jørgen Graabak Håvard Klemetsen              | 47:13,5 | –       |
| srebro  | Niemcy            | Fabian Rießle Björn Kircheisen Johannes Rydzek Eric Frenzel          | 47:13,8 | +0,3    |
| brąz    | Austria           | Lukas Klapfer Christoph Bieler Mario Stecher Bernhard Gruber         | 47:16,9 | +3,4    |
| 4.      | Francja           | Maxime Laheurte Sébastien Lacroix François Braud Jason Lamy Chappuis | 48:26,3 | +1:12,8 |
| 5.      | Japonia           | Akito Watabe Yūsuke Minato Hideaki Nagai Yoshito Watabe              | 48:30,6 | +1:17,1 |
| 6.      | Stany Zjednoczone | Todd Lodwick Taylor Fletcher Bill Demong Bryan Fletcher              | 49:35,1 | +2:21,6 |
| 7.      | Czechy            | Tomáš Portyk Tomáš Slavík Miroslav Dvořák Pavel Churavý              | 49:36,1 | +2:22,6 |
| 8.      | Włochy            | Armin Bauer Lukas Runggaldier Samuel Costa Alessandro Pittin         | 50:04,7 | +2:51,2 |
| 9.      | Rosja             | Ernest Jahin Nijaz Nabiejew Iwan Panin Jewgienij Klimow              | 52:49,8 | +5:36,3 |